# مهند لاشين
مهند مصطفى أحمد عبد المنعم لاشين (مواليد 29 مايو 1996 - ) هو لاعب كرة قدم مصري يلعب مع نادي طلائع الجيش و‌منتخب مصر لكرة القدم في مركز الوسط.

## وصلات خارجية
- مهند لاشين على موقع قاعدة بيانات كرة القدم.إي يو (الإنجليزية)
- مهند لاشين على موقع ناشيونال فوتبول تيمز (الإنجليزية)
- مهند لاشين على موقع Soccerway.com (الإنجليزية)